# شيكينا ستريكلين
شيكينا ستريكلين (بالإنجليزية: Shekinna Stricklen)‏ مواليد 30 يوليو 1990 في كونوي، هي لاعبة كرة سلة أمريكية. بدأت مسيرتها الاحترافية في سنة 2012. تم اختيارها من قبل فريق سياتل ستورم خلال الدرافت. تلعب مع كونيتيكت صن في دوري الاتحاد الوطني لكرة السلة النسائية. وتحمل الرقم 40.

## المسيرة الاحترافية
لعبت مع سياتل ستورم من سنة 2012 إلى 2014، ثم لعبت مع كونيتيكت صن في سنة 2015، ثم لعبت مع نادي فنربخشة لكرة السلة للسيدات في سنة 2016.

## روابط خارجية
- شيكينا ستريكلين على موقع الاتحاد الدولي لكرة السلة (الإنجليزية)
- شيكينا ستريكلين على موقع الاتحاد الوطني لكرة السلة النسائية (الإنجليزية)
- شيكينا ستريكلين على موقع كرة السلة الأوروبية.كوم (الإنجليزية)
- شيكينا ستريكلين على موقع كلية كرة السلة في سبورتس رفرنس.كوم (الإنجليزية)
- شيكينا ستريكلين على موقع بروبوليرز (الإنجليزية)
- شيكينا ستريكلين على موقع سبورتس رفرنس (الإنجليزية)